# Трудовой кодекс Азербайджана
Трудовой кодекс Азербайджанской Республики (азерб. Azərbaycan Respublikası Əmək Məcəlləsi) — нормативный акт, регулирующий трудовые отношения на территории АР.

## История

### Период Азербайджанской ССР
30 декабря 1922 года был принят Кодекс законов о труде ЗСФСР. Введён в действие с 1 января 1923 года.
10.12.1971 года принят Кодекс законов о труде Азербайджанской ССР, который действовал до принятия текущего кодекса.

## Общая характеристика
Трудового Кодекс принят 1 февраля 1999 года. Вступил в силу 1 июля 1999 года. Характерной особенностью Трудового Кодекса Азербайджанской Республики является возможность заключить трудовой договор (контракт) в коллективном порядке.
Согласно статье № 35 Конституции Азербайджанской Республики труд является основой благосостояния личного и общественного характера. Каждый гражданин имеет право свободно выбирать себе вид деятельности, профессию, занятие, а также рабочее место, основываясь на своей трудоспособности.

## Содержание
В Трудовом кодексе Азербайджанской Республики отражены:
- права работников и работодателей трудового, социального и экономического характера в трудовых отношениях, а также установленный минимальный уровень гарантий;[5]
- принципы и правила обеспечения гражданам права на труд, отдых, работу в благоприятных условиях;
- нормы, которые регулируют права, обязанности работников, работодателей; конвенции Международной организации труда и др. [6]

Трудовой кодекс Азербайджанской Республики состоит из настоящего Кодекса; законов Азербайджанской Республики, касающихся данного вопроса; нормативно-правовых актов; международных договоров, заключенных Азербайджанской Республикой.
Трудовой кодекс Азербайджана регулирует трудовые отношения, которые возникают между работниками и работодателями; устанавливает минимальные нормы правил, которые обеспечивают трудовые права физических лиц.
Полный текст (неофициальный перевод) Трудового кодекса Азербайджана можно найти здесь:
https://www.caspianlegalcenter.az/uploads/catalog/publication/trudovoy-kodeks-azerbaydjana.pdf

## Принципы
Принципы, на которых основывается Трудовой кодекс Азербайджана:
- обеспечение равноправия;
- защита интересов путем обеспечения справедливости и верховенства закона;
- обеспечение свободного использования умственных, физических, а также материальных возможностей с целью удовлетворить материальные, моральные, социальные, экономические и др. потребности;[10]
- создание правовой гарантии исполнения обязательств со стороны работников и работодателей.

Настоящий Кодекс применяется на всех предприятиях, которые находятся на территории страны; в учреждениях, организациях; на рабочих местах без создания предприятия, где с работниками заключен контракт; в посольствах, консульствах Азербайджанской Республики за пределами республики; на судах, шельфовых установках и др.
Настоящий Кодекс распространяется на работников, которые выполняют трудовые функции в своем доме, используя сырьё работодателя.
Настоящий Кодекс не распространяется на:
- военнослужащих;
- судей судов;
- депутатов Милли Меджлиса Азербайджана и лиц, избранных в муниципалитет;

- иностранцев, которые заключили контракт с юридическим лицом зарубежной страны в этой стране и которые выполняют трудовые функции на предприятии, которое действует в Азербайджане;
- людей, которые выполняют работы по поручению, комиссии и т. д.[3]

## Изменения и поправки
Осенью 2014 года были внесены изменения в Закон “О занятости''.
Зимой 2014 года Президентом Азербайджанской Республики Ильхамом Алиевым было подписано распоряжение об утверждении закона «О внесении дополнений в Трудовой кодекс» от 27 декабря 2013 года.
В 2017 году были внесены изменения в Трудовой Кодекс Азербайджана. Согласно поправке, во время расторжения трудового контракта путем сокращения штата, работодатель должен учитывать также трудовой стаж. Также, контракт может быть заключен на неопределённый срок или же, 5 лет. 
Была заложена основа электронной информационной системы при Министерстве труда и социальной защиты населения. Любые изменения, которые вносятся в трудовой договор, подлежат регистрации и отслеживанию со стороны электронно-информационный системы при Министерстве труда и социальной защиты населения республики. Также, отныне ряд государственных документов будут составляться в письменном виде. На основе Уголовного и Административно-правового кодексов были составлены меры наказания за нарушение закона.
В августе 2024 года внесены изменения в кодекс, согласно которым начат переход на электронную форму трудового договора.